# Siesta Acres
Siesta Acres est une census-designated place située dans le comté de Maverick, dans l’État du Texas, aux États-Unis. Sa population s’élevait à 1 885 habitants lors du recensement de 2010.
Siesta Acres est traversée par la U.S. Route 277.

## Source
- (en) Cet article est partiellement ou en totalité issu de l’article de Wikipédia en anglais intitulé « Siesta Acres, Texas » (voir la liste des auteurs).

1. ↑  https://www2.census.gov/geo/docs/maps-data/data/gazetteer/2010_place_list_48.txt